# 1-я Романийская пехотная бригада
1-я Романийская пехотная бригада (серб. Прва романијска пјешадијска бригада), ранее 216-я горная бригада ЮНА (серб. 216. брдска бригада JНА) — пехотное подразделение Войска Республики Сербской, состоявшее в Сараевско-Романийском корпусе. По предварительным подсчётам, через ряды бригады прошло более 15 тысяч человек, более 650 погибло в боях Боснийской войны.

## История
Военнослужащие 1-й Романийской бригады ещё до начала Боснийской войны служили в составе 216-й горной бригады из Хан-Песака. 30 июня 1991 года после начала вооружённых столкновений между ЮНА и словенской Территориальной обороной была объявлена всеобщая мобилизация. 216-я горная бригада была укомплектована резервистами из Хан-Песака, Соколаца, Рогатицы, Пале, Власеницы, Миличей, Олова, Сараева и других городов. На мобилизацию откликнулись очень много людей из разных национальностей.
Первое боевое задание 216-й бригады было неожиданным и достаточно сложным: вертолётно-десантный батальон численностью 400 человек нужно было на 30 вертолётах перебросить на территорию Словении, чтобы разблокировать несколько единиц ЮНА. Военнослужащие 216-й горной бригады, находившиеся в районе села Мркали, где находились вертолёты, всё-таки не отправились на задание, поскольку личный состав не был готов, а системы ракетной обороны словенцев легко бы сбили любой самолёт или вертолёт. Задание доверили другому подразделению, а 216-я бригада численностью 1200 человек отправилась по суше через Тузлу, Добой и Теслич в казармы «Залужане» у Баня-Луки. Единственным заданием, которое они выполнили за 15 дней в казармах, была охрана аэродрома в Маховлянах.
За 15-часовой марш бойцы прекрасно успели осознать настроение коренных жителей: в сербских деревнях солдат встречали радушно, а хорваты и славяне-мусульмане отворачивались от бойцов, несмотря на то, что за считанные дни до начала событий представители этих народов приносили воинскую присягу. После начала боёв в Боснии и Герцеговине части 216-й бригады были расположены в долинах рек Дрина и Прача с целью защиты сербского гражданского населения. Когда начались боевые действия в Сараево, по приказу Генерального штаба ВС Республики Сербской 216-я горная бригада была отправлена к Сараево, где оставалась до середины 1993 года. Огромные просторы гор Яхорина, Белашница, Хойта, Трескавица, а также восток Романии и Озрен контролировались уже 1-й Романийской пехотной бригадой, куда вошли бойцы бывшей 216-й горной бригады. После ожесточённых боёв за Сараево в начале 1994 года бригада отправилась оборонять Нишские высоты в общине Илияш, которая играла большое стратегическое значение для хорватов и славян-мусульман, поэтому находилась под постоянным обстрелом.
В конце войны после подписания Дейтонского соглашения 1-й Романийской бригаде получили самое тяжёлое по морально-этическим соображениям задание в виде оставления сербских территорий, которые должны были войти в Федерацию Боснии и Герцеговины, и эвакуации гражданского населения. Мужчины, женщины и дети покинули сербские сёла, а родственники даже поспешили забрать тела погибших. Всех павших бойцов бригады похоронили после войны на небольшом кладбище Мали-Зейтинлик (серб. Мали Зејтинлик) в местечке Соколац.
21 мая каждый год в Соколаце проводятся поминальные службы по погибшим бойцам 1-й Романийской бригады, а к центральному памятнику в Сокоце возлагаются венки. В городе проводятся памятные мероприятия, на которых на всеобщее обозрение выставляются фотографии погибших воинов. Также организуется музейная выставка, посвящённая военной истории общин Республики Сербской.
В составе бригады действовал Подграбский батальон, в составе которого, в свою очередь, был 2-й Русский добровольческий отряд. Также в составе бригады была рота «Петар Пандуревич».